# Borr
Borr, Burr (oldnord. »søn, den fødte«): Nordisk urjætte og gudernes stamfader. Søn af Buri og gift med Bestla, en datter af Bolthorn, samt fader til de første guder Odin, Vile og Ve.